# Chrysochloridae
Le talpe dorate (Chrysochloridae Gray, 1825) sono una famiglia di mammiferi afrosoricidi diffusi nell'Africa meridionale. Costituiscono l'unica famiglia del sottordine Chrysochloridea.

## Descrizione
Per un fenomeno di convergenza evolutiva sono simili nell'aspetto alle vere talpe (Talpidae) e alle talpe marsupiali (Notoryctidae), anche se dal punto di vista evolutivo sono più strettamente imparentate con i toporagni elefante (Macroscelididae).
Le talpe dorate più piccole sono lunghe 7,5 cm, mentre le più grandi raggiungono i 25 cm. Hanno lo stesso corpo cilindrico arrotondato delle vere talpe, con zampe corte e artigli delle zampe anteriori allargati per poter scavare la terra. Le zampe anteriori sono rivolte all'indietro e non verso l'esterno come quelle delle vere talpe ed hanno quattro dita; il terzo dito è dotato di un lungo artiglio ricurvo e il secondo di uno leggermente più piccolo, mentre le altre due dita sono corte e quasi atrofizzate.
Sono cieche.
La dentatura all'interno della famiglia varia per il numero di molari, secondo la seguente formula:
L'incisivo centrale è più largo di quelli laterali, i quali assumono, come il primo premolare, un aspetto simile ai canini. I denti mascellari sono di tipo zalambdodonte, cioè con i tre coni primari disposti a forma di "V".

## Biologia
Le talpe dorate hanno uno stile di vita fossorio, cioè trascorrono gran parte del loro tempo sottoterra infilando il naso come se fosse una pala: alzano la testa e il terreno cade sotto di loro, spingendola in seguito indietro con le zampe anteriori. Le zampe posteriori a forma di cucchiaio, invece, servono per sospingere la terra ancora più lontano e compattarla: anche il corpo, nell'attività respiratoria, espandendosi e contraendosi compatta la superficie delle gallerie, impedendo loro di collassare.
I cunicoli sotterranei non sono affatto profondi, ragione per cui spesso la talpa fa spuntar fuori il muso arricciandolo, come per annusar l'aria, poi torna a ritirarsi per riprendere a scavare la sua galleria. Di solito, questa viene usata una sola volta. Infatti, se il suolo è molto friabile, la volta crolla dopo il passaggio dell'animale, cosicché nel terreno rimane solo un solco. Capita anche che le talpe dorate scavino un pozzo alquanto profondo, probabilmente per ricavarvi il vano del nido. Durante lo scavare delle buche se dovessero sporcarsi di fango non interrompono i loro lavoro in quanto lo stesso procedere nello scavare le pulisce dalla sporcizia..
È stato affermato che alcune specie di talpe dorate sono attive di giorno e altre di notte. Può darsi che alcune siano notturne e altre diurne, come può darsi anche che questa osservazione stia a significare che, al pari della talpa europea, questa talpa alterni tre-quattro ore di riposo ad altrettante ore di attività.
Il suo corpo si difende autonomamente anche mentre dorme, producendo calore grazie alla contrazione dei suoi muscoli.. Caratteristica poi la difesa che pratica talpa dorata di De Winton contro i suoi nemici, che si finge morta al primo tocco..
Come i tenrec, le talpe dorate non hanno scroto e possiedono una cloaca.

### Alimentazione
Pur essendo cieche e avendo un udito molto limitato, posseggono organi sensoriali che consentono loro di percepire le onde sismiche, il che garantisce loro di individuare anche a distanza la presenza di potenziali prede 
.

Alcune specie si nutrono di insetti, in special modo di grilli, cavallette, scarafaggi, ma anche di lombrichi e lumache, che frantumano con pochi colpi dei denti posteriori e quindi ingoiano rapidamente. Le lumache, però, vengono aperte con gli incisivi e poi masticate con i molari. Per mangiare i lombrichi, la talpa usa invece una tecnica ancora diversa: li tiene fermi con le zampe anteriori e li inghiotte cominciando dalla testa senza però mai masticarli e senza mai fermarsi. Alla stessa maniera ingoia anche alcune lucertole apode, che vivono nel sottosuolo.

### Riproduzione
Normalmente, la talpa dorata partorisce due piccoli per volta in una cavità del terreno tappezzata di erba e situata in una galleria abbastanza profonda. Sembra che la talpa dorata del Capo preferisca partorire durante la stagione piovosa, da aprile a luglio. I piccoli vengono poi allattati per due o tre mesi fino allo spuntare dei loro denti: da quel momento sono, sessualmente, quasi maturi.

## Distribuzione e habitat
Le specie di questa famiglia sono presenti esclusivamente in Africa australe, a sud del Sahara, e la massima concentrazione di biodiversità si ha in Sudafrica, di cui sono endemiche più della metà delle specie. Al di fuori dell'Africa del Sud si conoscono finora solo tre specie: Calcochloris leucorhinus diffusa dal Camerun fino al nord dell'Angola, Chrysochloris stuhlmanni dal Camerun fino alla Tanzania, e Calcochloris tytonis, nota solo da un unico esemplare ritrovato in Somalia.
Occupano diversi habitat, anche se la maggior parte delle specie di talpa dorata ne ha uno proprio specifico. Alcune specie vivono in regioni desertiche, ma per lo più vivono in foreste, savane e praterie. La maggior parte delle specie hanno areali ristretti e si conoscono solo pochi casi di diffusione su territori di ampie dimensioni.

## Evoluzione
L'origine delle talpe dorate risale almeno all'Eocene medio (circa 48 milioni di anni fa): i fossili di forme rinvenute in Namibia (Damarachloris, Namachloris, Diamantochloris) richiamano sotto molto aspetti la morfologia della dentatura dei crisocloridi attuali. Altri fossili risalenti al Miocene inferiore (circa 18 milioni di anni fa), denominati Prochrysochloris, mostrano notevoli somiglianze con le forme attuali. Più recente è Proamblysomus, vissuto in Sudafrica tra il Pliocene e il Pleistocene (circa 2 milioni di anni fa) e strettamente imparentato con i generi odierni Chrysochloris e Amblysomus. Quasi tutti i generi attuali, in ogni caso, sono conosciuti a partire dal Pliocene superiore.

## Tassonomia
- Sottofamiglia Chrysochlorinae
  - Genere Carpitalpa Lundholm, 1955
    - Carpitalpa arendsi (Lundholm, 1955) - talpa dorata di Arend.

  - Genere Chlorotalpa Roberts, 1924
    - Chlorotalpa duthieae (Broom, 1907) - talpa dorata di Duthie;
    - Chlorotalpa sclateri (Broom, 1907) - talpa dorata di Sclater.

  - Genere Chrysochloris Lacépède, 1799
    - Chrysochloris asiatica (Linnaeus, 1758) - talpa dorata del Capo;
    - Chrysochloris stuhlmanni Matschie, 1894 - talpa dorata di Stuhlmann;
    - Chrysochloris visagiei Broom, 1950 - talpa dorata di Visagie.

  - Genere Chrysospalax Gill, 1883
    - Chrysospalax trevelyani (Günther, 1875) - talpa dorata gigante;
    - Chrysospalax villosa (A. Smith, 1833) - talpa dorata dal pelo ruvido.

  - Genere Cryptochloris Shortridge e Carter, 1938
    - Cryptochloris wintoni (Broom, 1907) - talpa dorata di De Winton;
    - Cryptochloris zyli Shortridge e T. D. Carter, 1938 - talpa dorata di Van Zyl.

  - Genere Eremitalpa Roberts, 1924
    - Eremitalpa granti (Broom, 1907) - talpa dorata di Grant.
- Sottofamiglia Amblysominae
  - Genere Amblysomus Pomel, 1848
    - Amblysomus corriae O. Thomas, 1905 - talpa dorata del fynbos;
    - Amblysomus hottentotus (A. Smith, 1829) - talpa dorata ottentotta;
    - Amblysomus marleyi Roberts, 1931 - talpa dorata di Marley;
    - Amblysomus robustus Bronner, 2000 - talpa dorata robusta;
    - Amblysomus septentrionalis Roberts, 1913 - talpa dorata dell'Highveld.

  - Genere Calcochloris Mivart, 1867
    - Calcochloris obtusirostris (W. Peters, 1851) - talpa dorata gialla.

  - Genere Huetia Forcart, 1942
    - Huetia leucorhina (Huet, 1885) - talpa dorata del Congo;
    - Huetia tytonis (Simonetta, 1968) - talpa dorata somala.

  - Genere Neamblysomus Roberts, 1924
    - Neamblysomus gunningi (Broom, 1908) - talpa dorata di Gunning;
    - Neamblysomus julianae (Meester, 1972) - talpa dorata di Juliana.